# Бекет, Азамат Бауыржанович
Азамат Бауыржанович Бекет (каз. Азамат Бауыржанұлы Бекет; род. 7 мая 1983) — казахстанский государственный деятель, аким города Актобе с 26 июня 2023 года.

## Биография
Родился 7 мая 1983 года.
Окончил Казахский гуманитарно-юридический университет по специальности «юриспруденция», Академию экономики и права по специальности «финансы».
В 2004—2013 гг. работал в Агентстве Республики Казахстан по борьбе с экономической и коррупционной преступностью (финансовая полиция) — в Департаментах по борьбе с экономической и коррупционной преступностью по городам Астане и Алматы, Западно-Казахстанской и Алматинской областям.
В 2013—2016 гг. — руководитель управления физической культуры и спорта Западно-Казахстанской области.
В 2016—2018 гг. — руководитель управления физической культуры и спорта Атырауской области.
В 2018—2020 гг. — аким Жылыойского района Атырауской области.
В 2020—2021 гг. — заместитель акима города Актобе.
В 2021—2023 гг. — аким Хромтауского района Актюбинской области.
С 26 июня 2023 года — аким города Актобе.